# Patience (gedicht)
Patience is een in het Middelengels geschreven gedicht dat dateert uit het eind van de 14e eeuw. Het is opgebouwd uit 530 regels in allitererende verzen. 

## Achtergrond
De schrijver van het didactische en religieus getinte gedicht is onbekend. Op grond van dialectische en stilistische overeenkomsten wordt hij echter gezien als de auteur die ook verantwoordelijk was voor drie andere gedichten die zich in hetzelfde manuscript bevinden. 

Dit manuscript staat bekend als Cotton Nero A.x, genoemd naar Rober Cotton (1570 – 1631), die een zeer uitgebreide verzameling oude handschriften bezat. Het bevindt zich momenteel in het British Museum. De andere gedichten die tot dit manuscript behoren zijn Pearl, Cleanness en Sir Gawain and the Green Knight. Dit laatste is het enige wereldlijke gedicht in het handschrift. 
Patience, het derde en kortste gedicht uit het manuscript, werd voor het eerst in druk gepubliceerd in 1864 door de Early English Text Society.

## Inhoud
De verteller spreekt in dit gedicht in de ik-vorm en gebruikt alledaagse en levendige taal. Hij prijst de deugd van het geduld (Patience) en past dit toe op het Bijbelverhaal over Jona als exempel of illustratie van deze deugd en aanmoediging of vermaning Gods wil in geduld te aanvaarden.